# 相良晴広
相良 晴広（さがら はるひろ）は、肥後の戦国大名。相良氏の第17代当主。第16代当主相良義滋の養嗣子で、実父は上村頼興。初名は頼重（よりしげ）。何度かの改名を経て、晴広としたのは将軍・足利義晴からの偏諱による。

## 生涯

### 世子時代
永正10年（1513年）、上村頼興の長男、籐五郎頼重として上村城（麓城）で生まれた。
上村氏は相良氏初代当主相良長頼の四男の頼村を祖とする分家であったが、曽祖父上村直頼の室は第12代当主為続の姉で、さらに祖父上村頼廉は為続の三男が直頼の養子となったもので、母は直頼の弟上村長国の娘であった。実父頼興と、養父義滋（長唯）およびその異母弟（長祗、長隆）とは、従兄弟の関係にあたる。
大永4年（1524年）に相良長定と犬童長広が謀反を起こし第14代当主長祗を放逐して家督を奪い、大永6年（1526年）、瑞堅（長隆）が兵を起してこの長定と長広を追放したが、相良氏の家臣団は還俗した長隆の家督相続を容認せず、第13代当主長毎の庶長子長唯（義滋）を推戴して、さらに内紛が続いた。
前述のように宗家に匹敵する家柄を持つ上村氏は、家中で大きな影響力を持っていたが、当主の頼興は相良宗家の兄弟爭いに対して中立の立場をとって、長唯の先陣の要請を拒否していた。しかし、長唯は戦略上重要な上村城を味方につけるために、（自分に後継者となる男子がいなかったこともあって）頼興の長男頼重を相良宗家の養嗣子として迎えるという条件で、頼興の協力を取り付け、弟長隆を討ち果たした。
享禄3年（1530年）、約束を守った長唯は頼重を養子とし、18歳の頼重は名を「長為」と改めて宗家の世子となった。
天文4年（1536年）4月8日、頼興は、長為の将来を案じて、家中で信頼の厚い実弟の長種を暗殺させた。また同年5月18日、頼興は、名和氏（伯耆氏とも言う）に使者を遣わして名和武顕の娘と長為との政略結婚をまとめた。これは翌年12月22日に入輿の儀となった。なお、これより少し前の同年11月22日、長為は洞然（外祖父上村長国の号）に教えを請い、相良家の事績や家督継承者としての心得等を記した『洞然長状』を送られている。
天文6年（1538年）12月14日、長為は名を「為清」と再び改めた。
天文7年（1538年）4月13日、薩摩守護島津貴久が佐敷に来て、長唯・為清親子の饗応を受けた。貴久は伊作家・相州家から島津勝久の養子となって島津宗家（奥州家）を継いだが、薩州家の島津実久がこれに反対して乱を起こしていた。相良氏の勢力範囲はこの実久の勢力範囲の背後（北）に位置するため、協力を要請したものと思われる。実久は天草郡の天草尚種とも争乱を起しており、義滋が間に入って調停している。
天文11年（1542年）6月15日、為清は正室名和氏（伯耆氏）と離縁した。理由などはわかっていないが、名和氏との盟約（三家同盟）は破れ、天文12年（1543年）1月26日、名和勢が小川に侵攻し、相良勢も兵を出して交戦して、高山でこれを撃退した。しかし阿蘇惟前は堅志田城を追われて八代に逃れた。相良氏・名和氏・阿蘇氏は、阿蘇氏の同盟相手を阿蘇惟前から阿蘇惟豊に代えて、天文14年に再び和睦した。
天文14年（1545年）11月27日、大内氏の仲介により、大外記の大宮伊治が勅使および室町幕府の将軍の使者として八代に来航。12月2日、勅使は長唯を従五位下・宮内大輔を、為清を従五位下・右兵衛佐にそれぞれ叙した。またこの時、勅使から将軍・足利義晴から一字拝領を許された旨も告げられ、長唯は「義」の字を与えられて義滋と、為清（長為）は「晴」の字を与えられて「晴広」とそれぞれ称することになった。この任官の背景として､宮内大輔については相良家に由緒ある官途であり、右兵衛佐については任官の仲介をした大内氏による、大友氏対策としての意図があるとされている。
天文15年（1546年）8月3日、義滋は隠居して家督を晴広に譲った。相良氏が長く内紛に苦しんだ教訓から、義滋は家督相続の事実を内外に広く伝聞して、周知徹底させた。同月25日、義滋は遺書を残して他界した。また同年10月20日に祖父上村長国も死去した。

### 晴広の治世
当主となった晴広は、実父頼興の後ろ楯を得て、戦乱の中でも相良氏を安定に導いていった。島津氏は三州の統一を進めていたが、まだ肥後に進出できるような余裕は無く、薩州島津家とこそ長島の帰属問題で争いがあったものの、島津宗家となった伊作島津家の島津忠良、貴久との関係は、義陽の頃の永禄7年（1564年）に悪化するまでむしろ良好で 、少なくとも晴広の晩年までは比較的平穏だった。
天文18年（1549年）8月、老臣らの勧めにより、嫡子の万満丸（義陽）を世子と定めた。これは同い年の庶弟・徳千代（頼貞）との家督争いが起こるのを未然に避ける意味があった。
これより前、菊池義武（大友重治）は兄の大友義鑑に隈府城を追われて肥前の高来に落ち延び、晴広は彼を庇護してしばしば八代で饗応していたが、天文19年（1550年）2月に義鑑が二階崩れの変で死去して大友義鎮が大友氏の家督を継ぐと、3月14日、隈本城主の鹿子木鎮国（かのこぎ あきくに）が菊池氏旧臣田島重実（たじま しげさね）と謀って菊池家再興の旗印を挙げた。義武はこの機に乗じ、招きに応じてて隈本城に入り、晴広はこれを支援した。晴広は、3月23日、名和・阿蘇・相良の三家同盟にあった阿蘇氏の重臣甲斐親直と、相良綾部助などの老臣を会談させた。大友義鎮は義武の挙兵を驚き、同じ3月23日、相良氏に協力を求めたが、晴広は拒否しただけでなく、義武と名和氏との同盟の仲介を行った。
同年6月、名和行興の家臣皆吉武真（伊予守）が叛乱して宇土城を襲撃した。行興は防戦したが、城を棄てて逃亡した。23日、晴広は自ら出陣して高津賀に陣をしいた。武真はこれを恐れて豊福城に撤退した。これにより名和行興は宇土城を奪還できたので、行興は晴広に感謝してさらに豊福城に進撃するように進言した。しかし25日、皆吉武真は兵百余をつれて八代に来て晴広に投降したので、戦うことなく豊福城は再び相良氏のもとに収まった。
一方、大友義鎮は家臣小原鑑元と佐伯惟教に大軍を与えて菊池義武を攻めさせた。7月11日、義武は合志原でこれを迎え撃った敗れた。7月20日、晴広は薩摩の東郷相模守に相良綾部助を使いに出して、大友氏との和議の仲介を依頼した。しかし8月には隈本城で義武は包囲され、戦利なしとして100騎余をつれて城を脱出し、国人衆に守られた金峰山に籠った。ところが金峰山も大友勢に攻め寄せられて、義武は一族と共に天草の河内浦城に逃れ、さらに島原に渡った。
天文21年（1552年）、頼興が、一族で岡本の地頭相良相模守頼春（長国の子、岡本頼春とも言う）を謀殺し、末弟稲留長蔵を地頭職に据えた。
天文23年（1554年）2月、義武は島津氏を頼ろうとしたが薩摩出水で入国を拒否されたために、3月、晴広を頼って水俣から人吉へと赴いて来て、永国寺で剃髪した。晴広は義武を丁重に保護した。
同年4月1日、人吉城で小火があり、万満丸は家臣宅に難を逃れた。
相良氏と大友氏の和議は成立したものの、伊作家の島津忠良に和睦斡旋を依頼するなどしても、義鎮と義武の調停は上手く行かず、義鎮は義武の身柄引き渡しを要請。4月、豊後から外交僧や田吹上総介が来たが、晴広は応じなかった。5月12日にも再び大友の使いが来たが、同様に拒否した。11月、義鎮は河尻を義武に与えると伝え、重ねて要請したので、義武は覚悟決めてこれを了承し、次男則直と娘・辰若、妻を相良氏に預け、高鑑をつれて11月15日に八代を発ったが、豊後に帰る途上の20日、木原で殺害された。
また同じ天文23年の7月、長島の領主である長島鎮真が堂崎城を放棄し、薩州島津家を頼って出水に逃れた。晴広は同城に兵を進めてこれを占領した。
弘治元年（1555年）2月7日、晴広は式目二十一条を布告した。これは「相良氏法度」として有名なものである。しかしこの「相良氏法度」は相良晴広1人が制定したものではなく、相良氏歴代の当主によって制定されたものに晴広が加筆したものである。第1条から第7条までは相良為続が制定し、第8条から第20条までは相良長毎によって、21条から41条までを相良晴広が制定したものであった。同条により、一向宗は領内で厳しく禁止された。
同年8月12日、先代の築いた八代の鷹峯城（鷹ヶ峰城、古麓城）で晴広は死去した。享年43。八代林泉院に葬られ、法名は林泉院兆山蓮慶。

## 人物
- 晴広が当主となった後の治世は10年ほどの短いものであったが、功績の多くは世子時代の17年間の内に萌芽があり、養父義滋の指導と実父頼興の庇護・監督のもとで進められ、義滋の晩年は義滋と晴広はしばしば連名で登場し、その死後も頼興と、共同統治のような形をとっていた。有名な分国法である相良氏法度の『晴広式目21か条』の部分の制定も、義滋の最晩年にその形跡があり、徳淵湊（徳淵津）の発展や明との貿易も先代の頃にはすでに始まっていた。晴広にはこれまでの統治を継承して相良氏の三郡支配を安定化させたという功績がある。

- 正室名和氏（伯耆氏）とは、天文11年（1542年）6月15日に離縁した。詳しい経緯はわかっていない[4]が、同盟関係にあった両氏は破談の後にいくさを交えることになる。『南藤蔓綿録』によれば、懐妊中での離縁であった事から夫人は恨みに感じ、名和氏へと戻される船が出船する際に愛用の鏡を水中に沈め、供の女中らもこれに倣い、晴広を呪詛したとされる。晴広が41歳の頃、筋骨に激痛が走る奇病を患うが、勘文者が占ったところ厄年に加え、夫人らの呪詛による水神の祟りが見られたとし、この祟りは真言僧らにより鎮められ、平癒されたと言う。